# Patricio Lira Navarrete
Patricio Andrés Lira Navarrete (Temuco, Araucanía, Chile, 10 de marzo de 1979) es un exfutbolista y entrenador chileno.
Jugaba de Mediocampista.

## Trayectoria

### Como futbolista
Debuta en el año 1996 por Deportes Temuco. Luego del descenso del conjunto sureño en 1998, se traslada a Cobreloa. Luego, registra pasos -algunos de ellos bastante regulares- en Cobresal y Ñublense. En 2010 llega a Unión Temuco, el equipo de Marcelo Salas, donde se retira al año siguiente.

### Como entrenador
En septiembre de 2019, luego de la salida de Hugo Vilches de la banca de Deportes Temuco, es anunciado como nuevo entrenador de forma interina. En enero de 2020, es confirmado en su puesto. En octubre de 2020, anuncia su renuncia al banco, para días después dar marcha atrás a su decisión.
Tras el fin de la temporada 2021, no renueva su contrato con el conjunto albiverde.
El 23 de mayo de 2022 fue anunciado como nuevo entrenador de Arturo Fernández Vial. A dos fechas del final del torneo, y con el equipo en puestos de descenso directo, renunció a su puesto.

## Clubes

### Como jugador
| Club                 | País  | Año       |
| -------------------- | ----- | --------- |
| Deportes Temuco      | Chile | 1996-1998 |
| Cobreloa             | Chile | 1999-2001 |
| Deportes Antofagasta | Chile | 2002      |
| Deportes Temuco      | Chile | 2003-2005 |
| Cobresal             | Chile | 2005-2008 |
| Ñublense             | Chile | 2009-2010 |
| Unión Temuco         | Chile | 2010-2011 |

### Estadísticas como entrenador
- Datos actualizados al último partido dirigido el 17 de octubre de 2022.

| Club            | País  | Año       | PJ | PG | PE | PP | Rendimiento |
| --------------- | ----- | --------- | -- | -- | -- | -- | ----------- |
| Deportes Temuco | Chile | 2019-2021 | 79 | 33 | 24 | 22 | 51.9%       |
| Fernández Vial  | Chile | 2022      | 17 | 3  | 8  | 6  | 33.34%      |
| Total           | Total | Total     | 96 | 36 | 32 | 28 | 48.61%      |